# OK-TVI
OK-TVI (006, OK-6M) – radziecki orbiter testowy programu Buran używany do statycznych testów w komorze środowiskowej (próżnia, nagrzewanie). Rok produkcji nieznany. Jest najmniej znany ze wszystkich radzieckich orbiterów testowych.
Wykorzystywano go do testów we wszystkich warunkach termicznych, włącznie z nagłym przerwaniem lotu i próżnią do 1,33 x 10^-3 Tr. Obiekt był o powierzchni 700 metrów kwadratowych i z 132 metrami kwadratowymi powierzchni lamp do symulacji promieniowania słonecznego.